# Percy Jackson: Sea of Monsters
Percy Jackson: Sea of Monsters (bra: Percy Jackson e o Mar de Monstros; prt: Percy Jackson e o Mar dos Monstros) é um filme estadunidense de 2013. Pertencente aos gêneros aventura e fantasia, foi dirigido por Thor Freudenthal para a 20th Century Fox, com roteiro de Marc Guggenheim baseado em The Sea of Monsters, de Rick Riordan, por sua vez inspirado na Odisseia, de Homero.
Sequência de Percy Jackson & the Olympians: The Lightning Thief, é o segundo filme da série de filmes baseada na série literária. Logan Lerman estrela como Percy Jackson, um semideus que descobre ter um meio-irmão ciclope chamado Tyson e embarca numa perigosa missão para encontrar o Velocino de Ouro e assim salvar seu acampamento. O acampamento teve sua árvore protetora envenenada por Luke Castellan. Nesta árvore, está o espírito de Thalia Grace, que morreu na fronteira do acampamento para salvar Luke, Annabeth Chase e Grover Underwood no passado. Para encontrar o Velocino de Ouro, Percy e seus amigos terão de viajar pelo Mar de Monstros, um lugar temido por todos os semideuses.
O filme foi originalmente programado para ser lançado pela 20th Century Fox em março de 2013, mas foi adiado e estreou apenas em 7 de agosto de 2013. Foi convertido para o formato 3D na pós-produção, chegando a um orçamento de 90 milhões de dólares. As críticas foram de medianas a negativas, e os ganhos de bilheteria mundial alcançaram pouco mais de 200 milhões de dólares, sendo destes, 68,4 milhões de dólares na América do Norte e 26,1 milhões de reais no Brasil (onde o filme vendeu mais de 2 milhões de ingressos).

## Enredo
O filme começa com um flashback de sete anos, onde os jovens Annabeth, Luke, Grover e Thalia estão correndo para o Acampamento Meio-Sangue enquanto são perseguidos por monstros. Thalia se sacrifica para salvar os outros, e seu pai, Zeus, transforma-a em uma árvore, criando uma fronteira mágica ao redor do acampamento para que nenhum outro meio-sangue venha a ter o mesmo destino que ela teve. Em seguida, a cena muda para os dias atuais, onde uma competição no acampamento ocorre entre Percy Jackson (Logan Lerman) e Clarisse La Rue (Leven Rambin), filha de Ares. Percy perde a competição depois de ajudar outro campista e é provocado por Clarisse. Logo depois da competição, o mentor de Percy, Quíron (Anthony Head), apresenta a Percy seu meio-irmão Tyson (Douglas Smith), que é um ciclope.
Mais tarde, o acampamento é atacado por um Touro de Colchis, que rompe a fronteira e faz um grande estrago no acampamento antes que Percy finalmente derrote-o com a ajuda de Tyson, Clarisse, Annabeth Chase (Alexandra Daddario) e Grover Underwood (Brandon T. Jackson). Luke Castellan (Jake Abel) aparece para Percy e o confronta, tentando convencer o filho de Poseidon a entrar em seu plano. Quando Percy recusa, Luke desaparece. Após isso, Percy anuncia a todos o plano de Luke de destruir o Olimpo e que foi ele quem envenenou a árvore de Thalia. Percy questiona Quíron a respeito da profecia de que Luke falara, e o centauro diz a Percy para consultar o Oráculo de Delfos (Shohreh Aghdashloo). O Oráculo apresenta a seguinte profecia a Percy:
| Percy Jackson: Sea of Monsters | Um meio-sangue, dos deuses antigos filho, Chegará aos vinte apesar de empecilhos. Num sono sem fim o mundo estará, E a alma maligna, a lâmina maldita ceifará. Uma única escolha terminará os seus dias, O Olimpo para preservar ou arrasar. | Percy Jackson: Sea of Monsters |
|                                | |                                |

Sendo Percy o único filho meio-sangue conhecido dos três deuses, ele presume que a profecia se refira a ele. Posteriormente, Annabeth descobre que o Velocino de Ouro pode restaurar a árvore de Thalia, e o diretor do acampamento, Dioniso (Stanley Tucci), determina que Clarisse irá numa missão em busca dele. Percy resolve sair escondido do acampamento, junto de Annabeth, Tyson e Grover, a fim de encontrar o Velocino por conta própria.
Annabeth convoca o Táxi das Irmãs Cinzentas (Missi Pyle, Yvette Nicole Brown e Mary Birdsong), e elas dão ao grupo as coordenadas para a ilha onde está o velocino, e deixam-os em Washington, D.C., onde Grover é raptado por Chris Rodriguez (Grey Damon) e os homens de Luke, que para encontrar o velocino, precisam que o instinto de sátiro de Grover os leve até Polifemo (Robert Maillet), o ciclope que guarda o velocino e atrai os sátiros para ele, comendo-os assim. Ainda em Washington, Percy, Annabeth e Tyson conhecem Hermes (Nathan Fillion), o pai de Luke, que os conta que seu filho está em um iate no Oceano Atlântico, chamado de Princesa Andrômeda; ele diz a Percy que peça desculpas a Luke por ter sido um pai ruim para ele. Equipado com uma fita mítica que faz as coisas desaparecerem e uma garrafa térmica com ventos dos quatro cantos do mundo - ambos presentes de Hermes -, Percy, Annabeth e Tyson vão com um hipocampo para o Andrômeda e acabam sendo capturados por um dos soldados de Luke, o Manticore (Daniel Cudmore), mas escapam usando os presentes de Hermes. O trio acaba, acidentalmente, no Mar de Monstros, onde são engolidos por Caríbdis, encontrando Clarisse no estômago do monstro. Ela recebeu um velho navio de zumbis confederados, remanescente de uma guerra civil de seu pai para usar em sua missão. Percy e Clarisse unem forças para escapar e, finalmente, chegam à Circelândia, um parque de diversões abandonado onde se localiza o covil de Polifemo. Lá, eles resgatam Grover e recuperam o Velocino de Ouro, antes de serem confrontados por Luke, que revela seus planos de usar o Velocino de Ouro para despertar o titã Cronos.
Tyson se sacrifica para proteger Percy de uma flecha disparada por Luke, que posteriormente rouba o Velocino de Ouro e desperta Cronos. Em seguida, Tyson, que foi curado ao entrar em contato com a água por também ser filho de Poseidon, retorna e salva Percy novamente. A luta continua quando Luke e Grover são engolidos por Cronos antes que Percy percebesse que sua espada mágica, Contracorrente, está profetizada para ser a única fraqueza de Cronos. Percy destrói o corpo de Cronos parte por parte e o envia de volta ao caixão dourado de onde vieram seus restos mortais. Luke fica preso na caverna de Polifemo. Antes de ser morto por Grover e Clarisse, o Manticore fere mortalmente Annabeth, o que faz Percy usar o Velocino de Ouro para revivê-la.
Retornando ao Acampamento Meio-Sangue, Percy dá o velocino a Clarisse, que coloca o Velocino de Ouro na árvore, que é restaurada. Porém, mais tarde, todos ficam surpresos quando o velocino revive não só a árvore, mas também o corpo de Thalia Grace (Paloma Kwiatkowski), filha de Zeus, um dos três deuses antigos. A película termina em um cliffhanger, onde Percy Jackson percebe que talvez a profecia sobre salvar ou destruir o Olimpo se referisse a Thalia, e não a ele.

## Elenco

### Original
- Logan Lerman como Percy Jackson
- Alexandra Daddario como Annabeth Chase
  - Alisha Newton como Annabeth jovem.
- Brandon T. Jackson como Grover Underwood
  - Bjorn Yearwood como Grover jovem.
- Douglas Smith como Tyson
- Leven Rambin como Clarisse La Rue
- Jake Abel como Luke Castellan
  - Samuel Braun como Luke jovem.
- Paloma Kwiatkowski como Thalia Grace
  - Katelyn Mager como Thalia jovem.
- Grey Damon como Chris Rodriguez
- Zoe Aggeliki como Silena Beauregard
- Nathan Fillion como Hermes
- Stanley Tucci como Dioniso / Sr. D
- Missi Pyle, Yvette Nicole Brown e Mary Birdsong como as Irmãs Cinzentas
- Anthony Head como Quíron
- Daniel Cudmore como o Manticore
- Robert Maillet como Polifemo
- Shohreh Aghdashloo como o Oráculo de Delfos

## Produção
A primeira notícia de que o segundo filme da série Percy Jackson seria feito foi relatada em março de 2011 pelo site estadunidense First Showing. Em 12 de outubro de 2011, a sequência foi confirmada pela 20th Century Fox. Originalmente, o filme foi programado para ser lançado em 15 de março de 2013, mas em Maio de 2012, foi reprogramado para ser lançado cinco meses mais tarde, em 16 de agosto de 2013. Em Abril de 2013, esta data foi adiantada em uma semana, para 7 de agosto de 2013.
A produção de Percy Jackson: Sea of Monsters começou em abril de 2012 e custou aproximadamente noventa milhões de dólares. Inicialmente, as filmagens ocorreram no Robert Burnaby Park em Vancouver, B.C.; entretanto, de 20 de junho a 22 de julho, o local das filmagens foi alterado para Nova Orleans, para as cenas do navio Princesa Andrômeda, e de um parque de diversões abandonado — Six Flags. As últimas filmagens do filme ocorreram em Janeiro de 2013. Em 22 de janeiro, Logan Lerman escreveu uma postagem em seu Twitter onde se lê: "Último dia de filmagens de Percy Jackson 2".
O filme foi convertido pela Stereo D para o formato 3D em sua pós-produção.

### Desenvolvimento

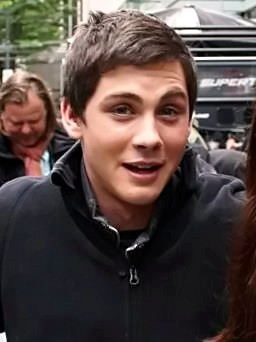
Logan Lerman no último dia de filmagens do filme.

Em Fevereiro de 2011, foi divulgado pela revista Production Weekly que o filme estava em produção. Foi também divulgado, por outra fonte, que o elenco principal do primeiro filme reprisaria seus papéis no segundo, e que Chris Columbus não voltaria como diretor, embora tenha sido escalado para produzir o filme juntamente com Karen Rosenfelt (A Saga Crepúsculo: Amanhecer - Parte I). Scott Alexander e Larry Karaszewski foram contratados como roteiristas. Em 16 de junho de 2011, foi anunciado que Thor Freudenthal (Diário de um Banana) iria dirigir o filme. As filmagens começaram no Verão de 2012. Inicialmente, o filme foi programado para ser lançado em 26 de março de 2013. Posteriormente, essa data foi alterada para 16 de agosto. A data de lançamento final foi confirmada em 6 de abril de 2013; o filme seria lançado em 7 de agosto de 2013.

## Divulgação
No dia 22 de março de 2013 foram divulgadas as primeiras imagens oficiais do filme. O primeiro trailer oficial do filme foi divulgado oficialmente pelo site da MTV no dia 1º de abril de 2013. O primeiro pôster oficial do filme foi publicado em 6 de abril.
Em 29 de maio, o segundo trailer do filme foi lançado.
O terceiro trailer internacional de Sea of Monsters foi lançado em 25 de junho de 2013, sendo este, o trailer a ser exibido nos cinemas mundiais, para promoção do filme. Em 19 de julho de 2013, spots de TV do filme começaram a ser liberados pela Fox, sendo que três foram lançados sob os títulos de "Story", "Cast" e "Family".
Pouco antes do lançamento do filme, as lojas estadunidenses Smart & Final lançaram uma promoção, onde na compra de dois itens First Street Bakery, o comprador receberia um ingresso para ver o filme nos cinemas.
No Brasil, a rede de cinemas Cinemark também promoveu uma promoção, na qual a compra de um combo do filme (pipoca, refrigerante e sorvete), era acompanhada de uma garrafinha squeeze do filme como brinde. A rede de cinemas Cinépolis fez a mesma promoção, porém com um estojo do filme como brinde.
Segundo o site estadunidense BoxOffice.com, além dos 90 milhões de dólares gastos na produção, foram gastos mais 35 milhões de dólares para distribuição e divulgação do filme, totalizando 125 milhões de dólares no orçamento do longa.

## Lançamento e recepção

### Lançamento
Na América do Norte, em sua pré-estreia, no dia 06 de agosto, Sea of Monsters arrecadou cerca de 835 mil dólares. Nos dias seguintes, em 07 e 08 de agosto de 2013, na estreia oficial, o filme arrecadou 8,8 milhões de dólares, ficando na segunda posição do ranking de bilheterias dos dois dias. Em seu primeiro final de semana, nos dias 09, 10 e 11, o filme arrecadou 14,4 milhões de dólares (ficando na posição #4 no ranking do final de semana). Somando as bilheterias dos dias anteriores, nos primeiros cinco dias, o filme arrecadou nos cinemas estadunidenses e canadenses um total de 23,2 milhões de dólares. Até 08 de janeiro de 2013, Sea of Monsters havia arrecadado na América do Norte 68,5 milhões de dólares.
De 09 a 11 de agosto, houve a pré-estreia de Percy Jackson e o Mar de Monstros no Brasil, arrecadando 279 mil reais. No país, a estreia oficial ocorreu em 16 de agosto de 2013, e no primeiro final de semana, o filme conquistou o 1º lugar nas bilheterias do país, arrecadando 7,9 milhões de reais. Nos dois finais de semana seguintes, O Mar de Monstros se manteve na liderança das bilheterias brasileiras, arrecadando 4,7 e 2,9 milhões de reais, respectivamente. No Brasil, o filme obteve, no total, 26,1 milhões de reais de arrecadação e 2,1 milhões de espectadores, sendo a 22ª maior bilheteria dos cinemas brasileiros em 2013.
Em outros países, Percy Jackson: Sea of Monsters estreou bem, sendo destaque no México, na Itália, na Malásia, na Colômbia, na Venezuela, no Peru, no Bahrein, na África do Sul, na Tailândia, na Bolívia e nas Filipinas, onde ficou na posição #1 das bilheterias no seu final de semana de estreia. Em Portugal, Percy Jackson e o Mar dos Monstros estreou na posição #6 do ranking, arrecadando finalmente 266,4 mil dólares. Exceto a América do Norte, em todo o mundo, até 08 de janeiro de 2013, o filme havia arrecadado 133,7 milhões de dólares.
Em seu terceiro final de semana nos cinemas, Percy Jackson: Sea of Monsters conseguiu arrecadar o suficiente para cobrir os gastos de produção do longa. Ao total, nos cinemas mundiais, incluindo os da América do Norte, o filme arrecadou 202,2 milhões de dólares.

### Recepção dos críticos
Percy Jackson: Sea of Monsters recebeu críticas negativas. O filme detém uma classificação de 41% no Rotten Tomatoes baseada em 111 comentários, com uma pontuação média de 5.1 em 10 () No Metacritic, que atribui uma pontuação de no máximo 100 para cada filme baseada em avaliações de críticos de cinema especializados, o filme possui uma pontuação de 39 em 100 (), baseada em 33 críticas.
Jim Vejvoda da IGN avaliou o filme com a nota 6.0 de 10 (), dizendo que "Há sequelas piores que o CGI pesado que é Percy Jackson: Sea of Monsters, mas este é excessivamente familiar.". Gary Goldstein do Los Angeles Times avaliou o filme positivamente, dizendo que "adolescentes devem ser distraídos pelo ritmo acelerado do filme e o caos heroico.", enquanto James Rocchi do ScreenCrush disse que "Percy Jackson: Sea of Monsters dificilmente é uma lenda, mas mantendo o enredo simples e a narrativa limpa, é uma odisseia que se destina ao público jovem." Marsha McCreadie do site de Roger Ebert avaliou o filme com a nota 2.5 de 5 (), dizendo que filme é "menos chamativo, mas gentil de espírito, embora ainda apresente um mundo natural que pode se transformar no capricho de um Deus."
Em uma crítica negativa, Michael Rechtshaffen do The Hollywood Reporter postou que "Efeitos especiais ajudam a manter esta sequela como um hit estrondoso com uma história mítica." Bruce Ingram do Chicago Sun-Times acha que o filme tem um "déficit de emoções" e que os fãs dos livros com as liberdades que foram tomadas para fazer a adaptação, como no primeiro filme. Alguns críticos foram impiedosos, como Josh Bell do Las Vegas Weekly que disse que a série é "uma franquia de segunda linha" e que "filmes como Sea of Monsters, devem continuar na mediocridade aceitável nos próximos anos" (), e Connie Ogle do The Miami Herald que diz que "em Percy Jackson: Sea of Monsters, escolher o personagem mais idiota é uma tarefa difícil."
Sendo assim, Percy Jackson 2 não supera seu antecessor nas avaliações de críticos especializados, não sendo bem recebido pela crítica de cinema especializada.

### Recepção do público
O filme possui classificações médias e positivas do público em geral, obtidas através de votos feitos em sites especializados em cinema. Isso contrasta com as críticas negativas recebidas por críticos de cinema.
| Site                   | Classificação               |
| ---------------------- | --------------------------- |
| Rotten Tomatoes        | 3.5/5 (100.000 opiniões) () |
| IMDb                   | 6.0/10 (60.000 opiniões) () |
| Metacritic             | 5.2/10 (158 opiniões) ()    |
| Adoro Cinema           | 4.3/5 (1.970 opiniões) ()   |
| Média de classificação | 67/100 ()                   |

Com estas avaliações do público, Percy Jackson 2 teve uma recepção mediana do público em geral, assim como Percy Jackson & the Olympians: The Lightning Thief, seu antecessor.

### Premiações
Percy Jackson: Sea of Monsters obteve indicações na categoria "Filme Familiar Favorito" do People's Choice Awards 2014 e na categoria "Melhor Filme Familiar em Live-Action" do Phoenix Film Critics Society Awards. A atriz Katelyn Mager foi indicada ao Young Artist Award na categoria "Melhor Performance em Longa-Metragem". O protagonista Logan Lerman foi indicado no MTV Movie Awards 2013 como "Maior Ator Teen do Verão" e no Kids' Choice Awards como "Herói Favorito do Cinema".

### Home video
A 20th Century Fox lançou o filme nas versões DVD, Blu-Ray e Blu-Ray 3D no dia 17 de dezembro de 2013, trazendo diversos extras, incluindo bastidores da produção do filme. A versão para download digital do filme esteve disponível duas semanas antes, em 3 de dezembro de 2013.
Nos Estados Unidos, as vendas dos DVDs de Sea of Monsters arrecadaram mais de 23 milhões de dólares, enquanto os Blu-Rays conseguiram mais de 24 milhões, totalizando 47,5 milhões de dólares em arrecadação.

## Trilha sonora
A trilha sonora de Percy Jackson: Sea of Monsters foi lançada em 6 de agosto de 2013, um dia antes da estreia do filme nos cinemas estadunidenses. Esta trilha foi composta por Andrew Lockington (conhecido por Viagem ao Centro da Terra). No total, são 21 músicas para o filme. Duas outras músicas ("My Songs Know What You Did in the Dark (Light' Em Up)", da banda Fall Out Boy e "Cameo Lover", de Kimbra), foram tocadas durante o filme mas não foram incluídas no álbum.
| N.º | Título                                                                                   | Duração |  |
| 1.  | "Thalia’s Story"                                                                         | 3:42    |  |
| 2.  | "Percy At The Lake"                                                                      | 1:29    |  |
| 3.  | "Colchis Bull"                                                                           | 4:08    |  |
| 4.  | "The Shield Is Gone"                                                                     | 1:31    |  |
| 5.  | "The Oracle’s Prophecy"                                                                  | 3:08    |  |
| 6.  | "Cursed Blade Shall Reap"                                                                | 1:43    |  |
| 7.  | "Wild Taxi Ride"                                                                         | 3:25    |  |
| 8.  | "Hermes"                                                                                 | 2:34    |  |
| 9.  | "Hippocampus"                                                                            | 3:34    |  |
| 10. | "Onboard the Yacht"                                                                      | 1:39    |  |
| 11. | "Wave Conjuring"                                                                         | 6:49    |  |
| 12. | "Sea Of Monsters"                                                                        | 2:31    |  |
| 13. | "Belly Of The Beast"                                                                     | 3:52    |  |
| 14. | "New Coordinates"                                                                        | 2:13    |  |
| 15. | "Polyphemus"                                                                             | 2:58    |  |
| 16. | "Thank You Brother"                                                                      | 6:01    |  |
| 17. | "Kronos"                                                                                 | 5:08    |  |
| 18. | "Annabeth and the Fleece"                                                                | 2:03    |  |
| 19. | "Resurrection"                                                                           | 3:05    |  |
| 20. | "Percy Jackson: Sea of Monsters – Main Titles"                                           | 3:15    |  |
| 21. | "To Feel Alive" (composta por Andrew Lockington & Tiff Randol e interpretada por IAMEVE) | 4:06    |  |

## Sequência
Atualmente, a franquia Percy Jackson tem futuro incerto. A 20th Century Fox tem os direitos de adaptação cinematográfica de toda a série desde junho de 2007, e ainda não se pronunciou a respeito da realização ou não de uma adaptação cinematográfica de The Titan's Curse, o terceiro livro da série Percy Jackson & the Olympians.
No Twitter, milhares de fãs de Percy Jackson pediram a terceira adaptação dos livros, em uma tentativa de pressionar a produtora a se pronunciar a respeito. Um dos protagonistas da série, o ator Brandon T. Jackson aderiu ao movimento, assim como o produtor Michael Barnathan.
Em 25 de março de 2014, em entrevista ao MTV News, o protagonista da série, Logan Lerman, disse que a série “tem sido uma grande experiência” e que "abriu muitas portas para mim, mas eu não acho que vá acontecer”. O produtor da série Michael Barnathan também se pronunciou no Twitter, onde disse que não ouviu nada a respeito do cancelamento do filme. Posteriormente, em entrevista ao jornal The Independent, Logan negou os boatos de que o terceiro filme da série estava cancelado, dizendo:
| “ | "Se quisermos fazer um terceiro, eu tenho que fazê-lo, porque eu estou contratualmente obrigado a três filmes. Eu amo esses filmes, e eles são muito divertidos de fazer. Eu disse que eu não sei, nunca ouvi falar nada e já faz um tempo desde que o segundo foi lançado, então eu não ouvi nada sobre um terceiro filme. A não ser que eles me chamem, eu acho que é improvável. Eu ficaria surpreso com isso [se eles me chamassem], porque geralmente, você quer fazê-los rapidamente". | ” |